# Nowy Kawęczyn (województwo łódzkie)

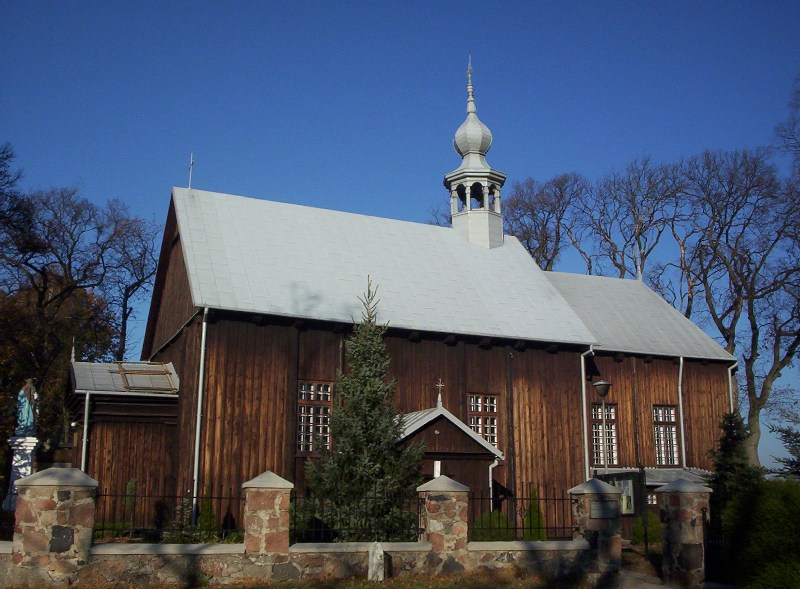
Parafialny kościół mieszkańców Nowego Kawęczyna, położony w sąsiedniej Starej Rawie

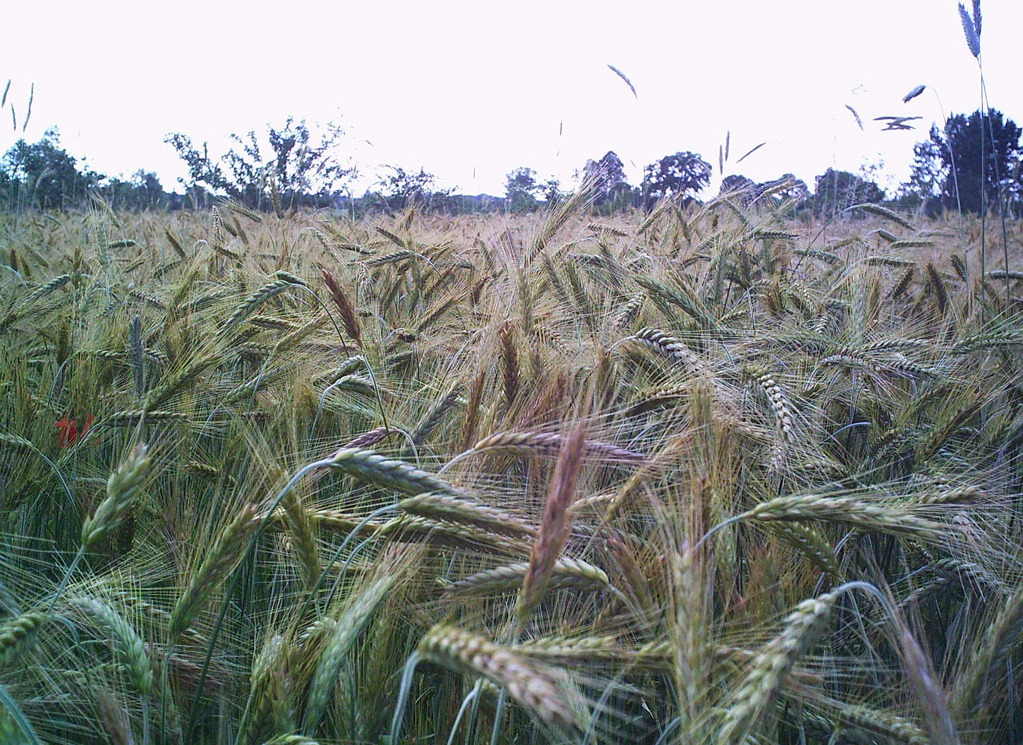
Typowy widok okolic Kawęczyna

Nowy Kawęczyn – wieś w Polsce położona w województwie łódzkim, w powiecie skierniewickim, w gminie Nowy Kawęczyn.

## Historia
W czasie okupacji niemieckiej mieszkająca we wsi Maria Walewska z d. Wieprzkowicz udzieliła pomocy Szmulowi Rosenzweigowi. W 2009 roku Instytut Jad Waszem podjął decyzję o przyznaniu Marii Walewskiej tytułu Sprawiedliwej wśród Narodów Świata.
Do 1953 roku miejscowość była siedzibą gminy Doleck. W latach 1975–1998 miejscowość położona była w województwie skierniewickim.

## Położenie
Miejscowość leży na Równinie Łowicko-Błońskiej, w północno-wschodniej części województwa łódzkiego, ok. 70 km na południowy zachód od Warszawy. Nowy Kawęczyn położony jest przy drodze wojewódzkiej nr 707, łączącej Skierniewice z Rawą Mazowiecką, w odległości ok. 8 km od Skierniewic.

## Charakter osady
Wieś Nowy Kawęczyn jest siedzibą gminy Nowy Kawęczyn; osada liczy ok. 110 mieszkańców. Lokalizacja siedziby gminy w tej miejscowości nie jest spowodowana liczebnością populacji tej wsi (są bowiem na terenie gminy liczniejsze osady, np. Nowy Dwór), a wynika z centralnego położenia miejscowości na terenie gminy. We wsi znajduje się urząd gminy, sklep i biblioteka gminna. Okolicę Nowego Kawęczyna stanowią głównie pola uprawne, w mniejszym stopniu łąki, natomiast lasów praktycznie nie ma.